# Saitane
Pour plus de détails, voir Fiche technique et Distribution.
Saitane est un film nigérien réalisé par Oumarou Ganda, sorti en 1973.

## Synopsis
Un sorcier (interprété par Oumarou Ganda) règne sur toutes les activités d’un village. En se jouant des différents partis en présence, il promet tantôt l’amour, la santé, la richesse en échange des plus extravagants cadeaux. Un jour, il est démasqué et devient la risée du village. Désespéré, il se précipite d’une falaise,. 

## Fiche technique
- Titre original : Saitane
- Réalisation : Oumarou Ganda
- Production : Cabas Films
- Montage : Soumassa Mounkaila, Danièle Tessier
- Photographie : J.P. Leroux, Saïdou Maïga
- Musique : Répertoire des troupes du Jeune Théâtre du Niger
- Son : Moussa Hamidou
- Durée : 58 min
- Format : Couleurs
- Langues : Djerma

## Acteurs clé du film
- Moussa Alzouma
- Oumarou Ganda
- Zaïnabou Lobo
- Zalika Souley
- Damouré Zika

## Festivals
- Sélection L'Afrique et ses religions, regards de cinéastes au 12e Black Movie - Festival de films des autres mondes, Suisse (2002)

## Distinctions
- Mention spéciale au FESPACO - Festival panafricain du cinéma et de la télévision de Ouagadougou, Burkina Faso (1976)